# لئوکیپوس (فیلسوف)
لئوکیپوس یا لوکیپوس (به یونانی: Λεύκιππος) فیلسوف پیشاسقراطی بنیان‌گذار مکتب اتم‌گرایی بوده‌است. برخی او را اهل میلتوس، برخی آبدرا و برخی اهل الئا می‌دانند.
لئوکیپوس از لحاظ تاریخی تا حدود زیادی تحت‌الشعاع دموکریت قرار گرفته‌است. از زندگانی و افکار او اطلاعات چندانی در دست نیست و حتی اپیکور منکر وجود چنین شخصی بوده‌است. با این وجود از آنجا که در برخی آثار ارسطو از لئوکیپوس نقل قول‌هایی آمده، اکثر مورخان فلسفه بر این عقیده‌اند که او واقعاً وجود داشته‌است.
مشخص نیست که چه اندازه از مکتب اتم‌گرایی از لئوکیپوس و چه اندازه از دموکریت بوده‌است؛ با این حال، به نظر می‌رسد که هستهٔ مرکزی اتم‌گرایی را نخستین بار لئوکیپوس بیان کرده و پس از او دموکریت به بسط و شرح و دفاع از آن پرداخته‌است.